# 张迪 (男演员)
張迪（1981年12月20日—），遼寧人，畢業於中央戏剧学院，男演員，在多部電視劇中都有出色演出，他精湛的演技以及帅气十足的古装小生造型可谓深入人心。眉宇間流漏優越、靈動之氣，言行間高贵、脱俗之感。为台湾制作人简远信常用演员，十足的實力派演員。

## 生平
1981年，張迪出生在辽宁省沈阳市，父母皆是軍人,從小在部隊大院長大,家教嚴謹。母親唱歌很好聽,時常有表演活動都會帶著張迪,是發掘他演戲天賦的重要人物。
2000年，張迪考入中央戏剧学院表演系本科班。
2001年，張迪首次在電視劇《激情燃烧的岁月》中客串八路軍司機。
2002年5月20日，還是大學生的張迪在吳奇隆主演的科幻連續劇《冒险王卫斯理/少年王——红岩天书》中飾演頑皮無俚頭的孩子祁寶，完成了自己的螢屏處女作。
2003年，張迪在電視劇《真情不眠—太阳泪》中飾演失足少年杨陽。
2005年，張迪在清宫電視劇《大清后宫》中與陳浩民、黄維德、胡靜合作，飾演四阿哥咸豐皇帝。
後在青春偶像劇《同居男女的故事》中饰演男主角方小南。
2006年，張迪在《浪漫爱人》中飾演周郁林。
2006年秋至2007年夏，導演李少红選秀《紅樓夢中人》，海選活動正式啟動，张迪一路過關斬將得到“贾寶玉组”三强地位。並發行了個人創作單曲《夢中人》。但很可惜最終未能出演《紅樓夢》中贾寶玉一角。
2008年，張迪在《母仪天下》中飾演聰穎好學且溫文有禮，無心于計，癡心一人而鬱鬱而終的刘康及兒子劉欣。
同年，在《大風歌》中扮演心地善良、懦弱多病、厭惡權力的刘盈。
後參演以紅樓夢中尤二姐尤三姐的故事為主的電影《九龙佩》，出演英氣正直的柳湘蓮。
2009年，張迪在《經緯天地》中飾演聰明善良驕傲有骨气的玉凌風。
同年，參演電影《我们畢業的夏天》。7月，《新水滸傳》正式開機，张迪原定角色燕青卻意外發現極適合水滸第一美男的天英星“小李廣”花榮，與張涵予、李宗翰等人展開第一次合作。
2010年，張迪在《又見白娘子》中飾演痞氣少爺金樂舍。又在《王海涛今年四十一》中饰演王海濤的的秘書曹秘書。
2011年，《新水滸傳》開播,張迪飾演的“小李廣”花榮,得到極高的評價，將水滸第一美男刻劃的入木三分,武藝精湛、不屑榮祿，姿態清高，卻忠肝義膽，既有江湖人的豪爽，又有些許貴氣。
張迪在《大秦帝国之崛起》中飾演一代君王赵孝成王。
同年，參與简遠信監制的古装電視劇《薛平贵与王宝钏》，在劇中饰演成熟穩重、驍勇善戰的大姐夫蘇龍。
2012年，張迪與李宗翰第二次合作出演《百万新娘之爱无悔》，剧中饰演孝顺、活潑的林嘉佑。
後與楊洋、李依曉、李進榮合作，出演《新洛神》中腹黑癡情的曹魏高祖文皇帝曹丕 ，讓人深刻記住這個演技精湛，能演正派也能演反派的演員。
2013年與陳鍵锋聯手出演《封神英雄榜》，飾演周武王姬發，被譽為史上最帥的姬發。
同年，在《八仙前传》單元劇中飾演八仙之一曹國舅。並且出演電影《盗爱》，飾演憤放。
在年底開機的《家和萬事興》中聯手李進榮、李依曉、海陸，擔綱主角，出演善良專情的富二代劉嘉佑，創下極高的收視率。
2014年，張迪再次與陳鍵锋合作出演《封神英雄榜2》中周武王姬發。
2015年，張迪客串《笑創水浒》中“小李廣”花榮一角爆笑演出。
由於出演過的角色中，恰巧都是皇帝、太子、官二代，故媒體戲稱他是皇太子專業戶、二代專業戶。對此張迪機智笑稱自己只是二呆，硬要算也只能算是軍二代。

## 私人生活
現實生活中的張迪是一個成熟穩重卻又略顯孩子氣的人，喜歡打遊戲，泡茶，愛用弓箭，才華横溢。也正是因為有这样的特長，他最終選擇了中戲。
張迪個性低調樸實，但鮮少人知道，張迪在2013年母親因癌症去世歷經喪母之痛。
張迪的粉絲稱做。
张迪其妻为合作过封神英雄榜的演员刘玉婷

## 影视作品

### 电视剧
| 首播年份 | 剧名                   | 角色       | 备注          |
| 2002     | 《少年王之红岩天书》   | 祁宝       |               |
| 2003     | 《真情不眠之太阳泪》   | 杨阳       |               |
| 2005     | 《浪漫爱人》           | 周郁林     |               |
| 2005     | 《大清后宫之还君明珠》 | 咸丰帝     |               |
| 2008     | 《母仪天下》           | 刘康、刘欣 |               |
| 2008     | 《大风歌》             | 刘盈       |               |
| 2009     | 《经纬天地》           | 玉凌风     |               |
| 2009     | 《新水浒传》           | 花荣       | [ 2 ]         |
| 2010     | 《又见白娘子》         | 金乐舍     |               |
| 2010     | 《王海涛今年四十一》   | 曹秘书     |               |
| 2012     | 《薛平贵与王宝钏》     | 苏龙       |               |
| 2013     | 《百万新娘之爱无悔》   | 林嘉佑     |               |
| 2013     | 《精忠岳飞》           | 梁興       |               |
| 2013     | 《新洛神》             | 曹丕       | [ 3 ]         |
| 2014     | 《封神英雄榜》         | 姬发       |               |
| 2014     | 《剑侠》               | 曹国舅     | 又名:八仙前传 |
| 2015     | 《封神英雄》           | 姬发       |               |
| 2015     | 《家和万事兴》         | 刘嘉佑     |               |
| 2017     | 《大秦帝国之崛起》     | 赵孝成王   | 2011杀青      |

### 电影
| 上映年份 | 电影名             | 角色   | 备注       |
| 2008     | 《九龙佩》         | 柳湘莲 |            |
| 2014     | 《我们毕业的夏天》 | 蓝凯   | 2009年拍攝 |
| 2015     | 《等爱归来》       | 贲放   | 原名:盗爱  |